# Dysphania schoutensis
Dysphania schoutensis là một loài bướm đêm trong họ Geometridae.